# Andrew Walter
Andrew Scott Walter (11 de mayo de 1982 en Scottsdale, Arizona) es un Quarterback de fútbol americano para los New England Patriots de la NFL. Él jugó fútbol americano universitario para los Sun Devils de la NCAA. Walter fue seleccionado por los Oakland Raiders en la 3º ronda (pick 69) del draft del 2005.
Fue despedido por los Raiders el 30 de julio de 2009, siendo contratado el 3 de agosto y de nuevo despedido el 4 de septiembre por los New England Patriots.